# Anna Albertano
Anna Albertano (Cuorgnè, 1963) è una scrittrice italiana.

## Biografia
Nata a Cuorgnè (Torino), si è laureata a Bologna. È autrice di romanzi, sceneggiature, poesie e pièce teatrali. Sin dalle sue prime opere di narrativa, rivolge l'attenzione a temi di attualità, con particolare riguardo alle altre culture.
Autrice di alcuni filmati, fra cui Silk Shaek, mediometraggio di esordio, di cui è sceneggiatrice oltre che regista, che ha vinto nel 1988 il secondo premio al Torino Film Festival (sezione Spazio Aperto).
I suoi primi racconti, riguardanti temi quali la Guerra del Golfo, le frontiere dell'est Europa in seguito alla caduta dei muri, l'emigrazione, il razzismo, vengono pubblicati su riviste di narrativa all'inizio degli anni Novanta. Nello stesso periodo l'autrice ha tradotto autori di lingua non italiana presentando, fra gli altri, per la prima volta in Italia, Sélim Nassib, Rabah Belamri, Mehmed Emin Bozarslan, Abdelwahab Meddeb.
Progressivo silenzio (1998), il suo primo romanzo, affronta il tema della memoria della Resistenza in Piemonte.
Notre Tanz (2002), bildungsroman che riguarda l'apprendistato di una danzatrice, è stato ispirato dal suo incontro con il teatro della grande coreografa tedesca Pina Bausch.
Dialoghi di un mattino di fine millennio (2006) è una pièce teatrale composta in seguito ad un programma radiofonico sulle Mafie in Italia, ideato dalla scrittrice insieme a Francesco Strazzari per un'emittente bolognese e condotta in collaborazione con Libera.
La notte di San Giorgio (2007), oltre ai conflitti nella ex-Jugoslavia narra l'intrecciarsi delle diverse culture nei Balcani. Dando il Blu (2009) è un romanzo che ha per sfondo le Olimpiadi Invernali di Torino. Stagioni promesse(2013) è una raccolta di poesie riguardante il Medio Oriente. Lettere d'Occitania (2015) è un romanzo epistolare e ha per tema una rivolta antinobiliare della fine del Trecento. Successivamente ha pubblicato la raccolta di poesie Polonaise (2018) e il romanzo Nell'aria di Shiva (2023).

## Opere
- Progressivo silenzio (romanzo), Synergon, 1998[10]
- Notre Tanz (romanzo), Culture di Confine, 2002
- La Notte di San Giorgio (romanzo), Giraldi Editore, 2007, ISBN 88-6155-062-2
- Dando il Blu (romanzo), Le Mani Editore, 2009, ISBN 978-88-8012-478-8
- Stagioni promesse (poesie), Campanotto Editore, 2013, ISBN 978-88-456-1380-7
- Fantasia d'Appennino (poesia per immagini), Zeicon, 2014
- Lettere d'Occitania (romanzo), Mutus Liber, 2015, ISBN 978-88-97371-83-0
- Polonaise (poesie), Lebeg, 2018, ISBN 978-88-99599-11-9
- Nell'aria di Shiva (romanzo), Mutus Liber, 2023, ISBN 978-88-99841-95-9

## Filmografia

### Regista e sceneggiatrice
- Silk Shaek - mediometraggio (1988)
- Nord Yemen - mediometraggio (1989)
- Tempi di fabbrica - cortometraggio (2015)
- I partigiani alpini della VI G.L. - documentario (2018)[11]
- Daniel Schmid, un racconto fuori stagione - mediometraggio (2020)[12]
- Gregorio Scalise in versi - mediometraggio (2021)[13]
- Nomi al vento - documentario (2023)[14]

## Teatro
- Dialoghi di un mattino di fine millennio (pièce teatrale), Zeicon Teatro, 2006